# Варенна
Варенна (итал. Varenna) — коммуна в итальянском регионе Ломбардия, в провинции Лекко, на восточном берегу озера Комо (напротив Менаджо, в 5 км к северу от Льерны и в 3 км к северо-востоку от Белладжо).
Известна с 769 года как рыбацкая деревня. В XII веке пострадала от рук горожан Комо. Главные достопримечательности — приозёрная Монастырская вилла (XVII век, перестроена в 1890-е), где летом читают лекции нобелевские лауреаты по физике, и (на холме, отделяющем Варенну от Перледо) средневековый замок Вецио, где экспонируются найденные поблизости останки лариозавров.
Население составляет 859 человек (2008 г.), плотность населения составляет 77 чел./км². Занимает площадь 11 км². Почтовый индекс — 23829. Телефонный код — 0341. Покровителем коммуны почитается святой Георгий, празднование 24 апреля.

## Демография
Динамика населения:

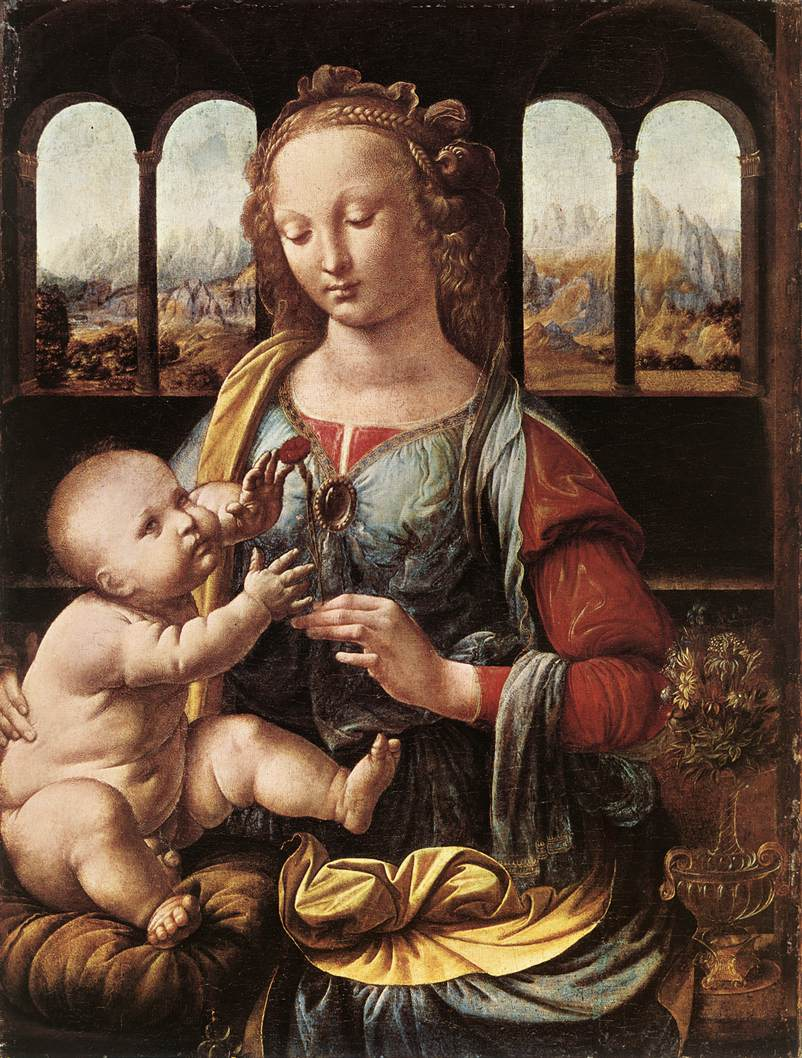
Мадонна с гвоздикой Леонардо да Винчи написана в Вила Монастеро в Варенне.
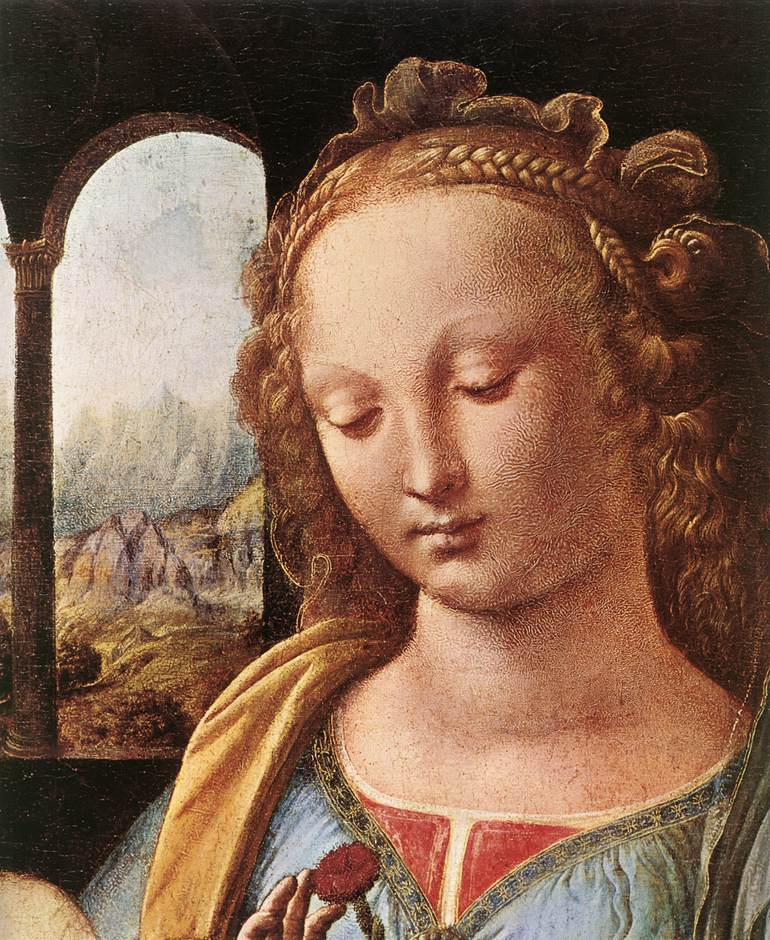
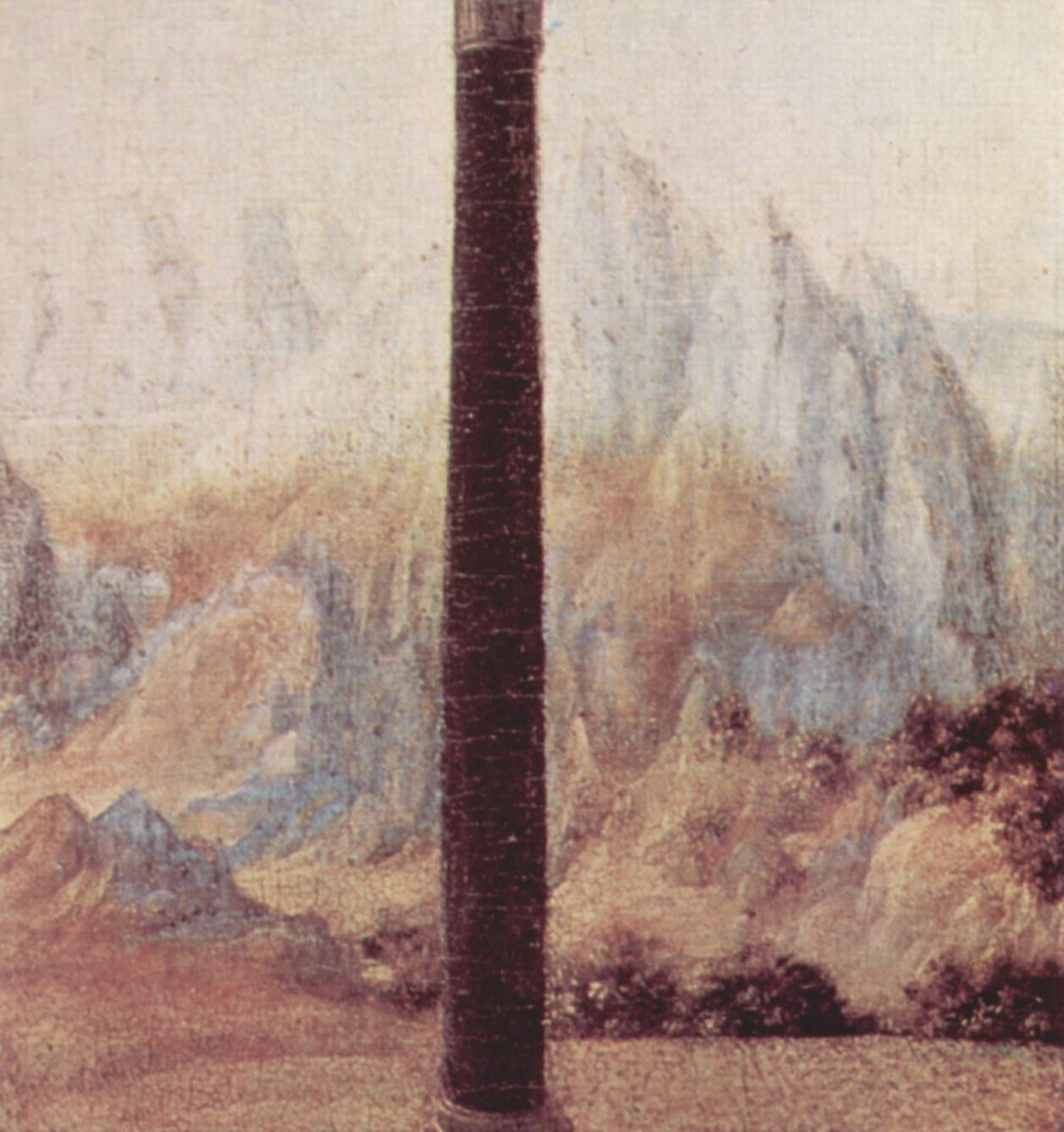
Вилла Монастеро в Варенне на фоне «Мадонны дель Гарофано» Леонардо.
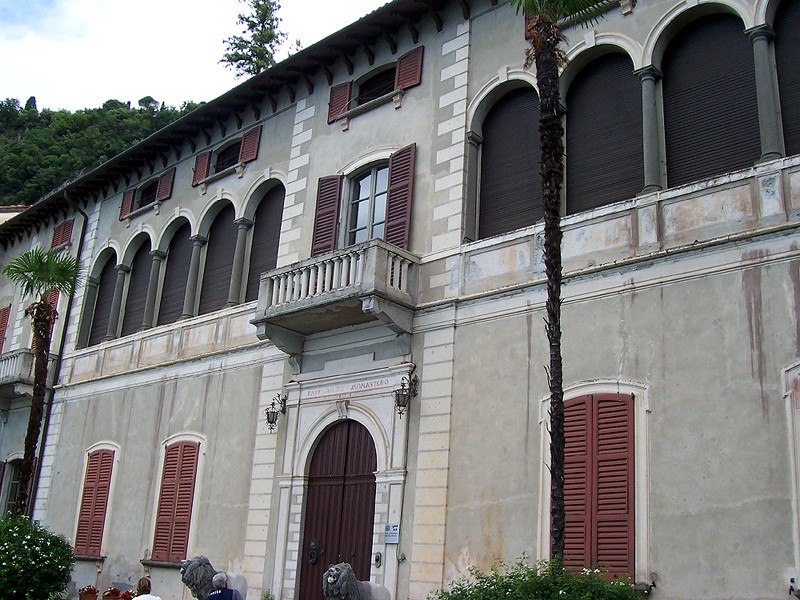
Вилла Монастеро в Варенне
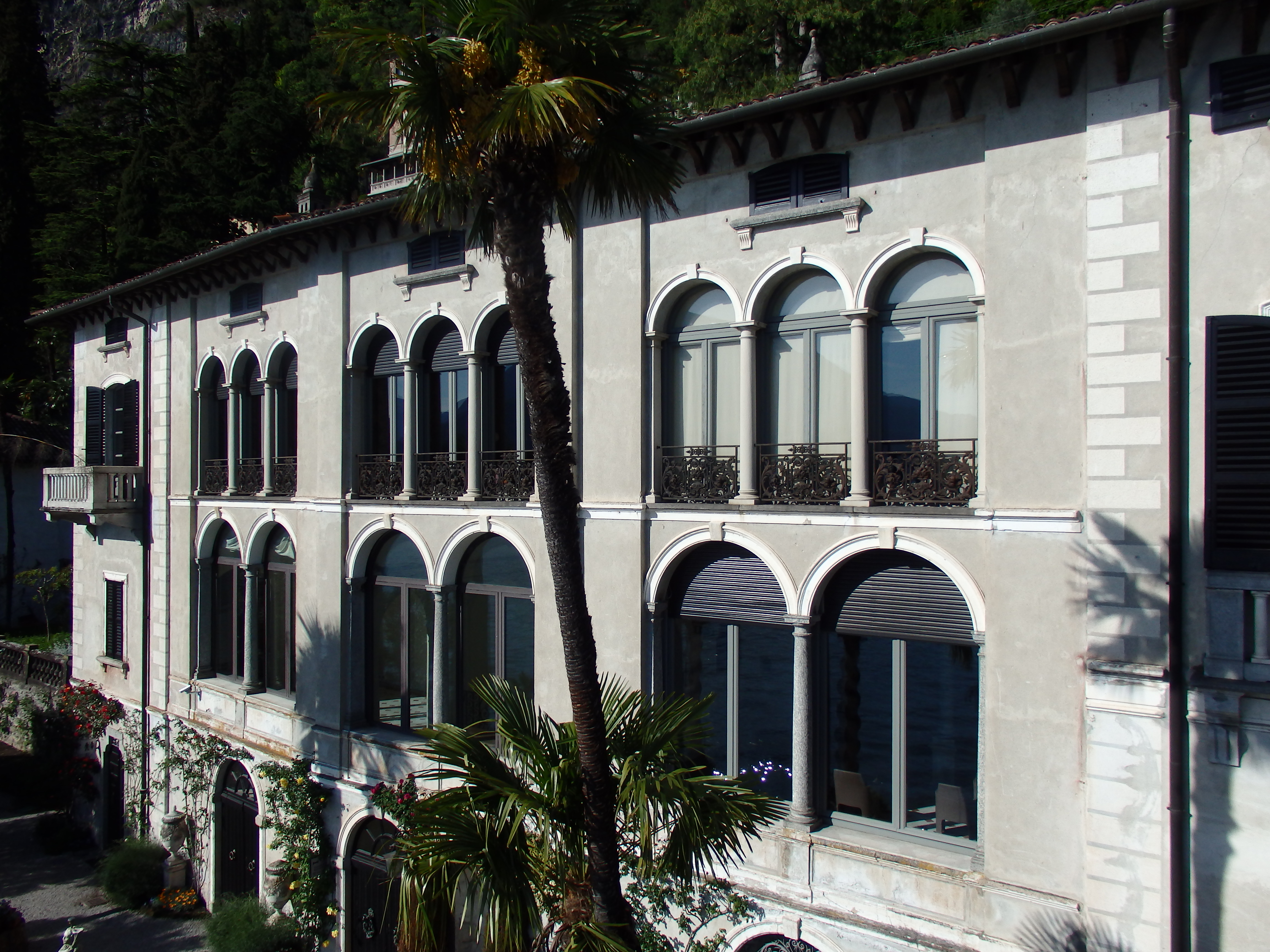